# Barnard Castle
Barnard Castle è un paese di 5 785 abitanti della contea di Durham, nel nord dell'Inghilterra, situato ai piedi dei Monti Pennini settentrionali  e lungo il corso del fiume Tees.
La località prende il nome dall'omonimo castello, eretto nell'XI secolo.